# KELT-4Ab
KELT-4Ab是一顆環繞恆星系統KELT-4中的成員星KELT-4A的太陽系外行星，距離地球大約685 ly（210 pc），在天球上位於獅子座。該行星是由千度極小望遠鏡巡天 （Kilodegree Extremely Little Telescope，縮寫 KELT，暫譯）發現。

## 概要
KELT-4Ab是以觀測系外行星的凌星現象時發現的，它是三合星系統KELT-4中的一顆熱木星。並且是KELT以凌日法發現的第四顆系外行星。該分層系統中的KELT-4A是其中最明亮的恆星（視星等約10等），並因為在該系統中發現了熱木星，天文學家因此預期可從該系統的研究中獲得更多關於蓬鬆系外行星的知識。

## 恆星系統
KELT-4是一個三合星系統。其中的KELT-4BC則是系統下的聯星次系統，並且與KELT-4A相距328 ± 16 AU（4.91×1010 ± 2.4×109 km）。而KELT-4B和KELT-4C之間的投影距離則是10.30 ± 0.74 AU（1.541×109 ± 111,000,000 km）。

## 外部連結
- KELT-North survey website （页面存档备份，存于）
- Open Exoplanet Catalogue Entry（页面存档备份，存于）